# Olympische Sommerspiele 2000/Teilnehmer (Ägypten)
| Gelbes Symbol für Goldmedaillen mit stilisierten Olympischen Ringen | Graues Symbol für Silbermedaillen mit stilisierten Olympischen Ringen | Braundes Symbol für Bronzemedaillen mit stilisierten Olympischen Ringen |
| ------------------------------------------------------------------- | --------------------------------------------------------------------- | ----------------------------------------------------------------------- |
| —                                                                   | —                                                                     | —                                                                       |

Ägypten nahm an den Olympischen Sommerspielen 2000 in Sydney mit einer Delegation von 89 Athleten (74 Männer und 15 Frauen) an 64 Wettkämpfen in 20 Sportarten teil. Es konnten dabei keine Medaillen gewonnen werden.

## Teilnehmer nach Sportarten

### Bogenschießen
Männer
- Essam Sayed
Einzel: 56. Platz

### Boxen
Männer
- Reskalla Mohamed Abdel Rehim
Halbfliegengewicht: 1. Runde

- Ahmed Ali Abdel Samad
Superschwergewicht: 1. Runde

- Mohamed Hikal
Halbmittelgewicht: Viertelfinale

- Saleh Khoulef
Halbweltergewicht: Viertelfinale

- Amrou Moustafa
Schwergewicht: 1. Runde

- Fadel Showban
Weltergewicht: 1. Runde

- Ramadan Yasser
Mittelgewicht: 1. Runde

### Fechten
| Männer - Muhannad Saif El-Din Degen, Einzel: 42. Platz - Mahmoud Samir Säbel, Einzel: 39. Platz - Tamer Mohamed Tahoun Florett, Einzel: 36. Platz | Frauen - Shaimaa El-Gammal Florett, Einzel: 40. Platz - May Moustafa Degen, Einzel: 39. Platz |

### Gewichtheben
| Männer - Mohamed Moussa El-Dib Leichtschwergewicht: 15. Platz | Frauen - Nagwan El-Zawawi Leichtschwergewicht: DNF |

### Handball
Männer
- 7. Platz

- Kader
Magdy Abou El-Magd
Gohar Al-Nil
Hazem Awaad
Mohamed Bakir El-Nakib
Ahmed Belal
Ayman El-Alfy
Hany El Fakharany
Amro El-Geioushy
Saber Hussein
Ashraf Mabrouk Awaad
Sherif Moemen
Marwan Ragab
Hussain Said
Mohamed Sharaf El-Din
Hussein Zaky

### Judo
| Männer - Haitham El-Husseini Awad Leichtgewicht: 1. Runde - Ahmed Baly Schwergewicht: 1. Runde - Bassel El-Gharbawy Halbschwergewicht: 2. Runde | Frauen - Heba Hefny Schwergewicht: 9. Platz |

### Leichtathletik
Männer
- Hatem Mersal
Weitsprung: 33. Platz in der Qualifikation

- Ahmed Abdel Mougod Soliman
Marathon: 47. Platz

### Moderner Fünfkampf
Männer
- Emad El-Geziry
Einzel: 19. Platz

### Radsport
Männer
- Mahmoud Abbas
Straßenrennen: DNF

- Mohamed Abdel Fattah
Straßenrennen: DNF

- Amr Elnady
Straßenrennen: DNF
Einzelzeitfahren: 36. Platz

- Mohamed Kholafy
Straßenrennen: DNF

### Reiten
- André Salah Sakakini
Springen, Einzel: DNF

### Rhythmische Sportgymnastik
Frauen
- Shereen Taama
Einzel: 24. Platz in der Qualifikation

### Ringen
Männer
- Mohamed Abd El-Fatah
Halbschwergewicht, griechisch-römisch: 8. Platz

- Mohamed Moustafa Abou Elea
Bantamgewicht, griechisch-römisch: 10. Platz

### Rudern
Männer
- Ali Ibrahim
Einer: 12. Platz

- Alaa El-Din Ahmed & Amir Temraz
Zweier ohne Steuermann: Hoffnungslauf

- Kamal Abdel Rehim, Hamdy El-Kot, Tarek Hamid & El-Atek Mohamed
Vierer ohne Steuermann: 12. Platz

### Schießen
| Männer - Mohamed Abdel Ellah Luftgewehr: 11. Platz - Moustafa Hamdy Skeet: 32. Platz - Mohamed Khorshed Skeet: 23. Platz - Ayman Mazhar Doppeltrap: 20. Platz - Tarek Zaki Riadh Luftpistole: 27. Platz Freie Pistole: 31. Platz | Frauen - Hebatallah El-Wazan Luftpistole: 16. Platz - Yasmine Helmi Luftgewehr: 28. Platz - Marwa Sultan Luftgewehr: 49. Platz |

### Schwimmen
| Männer - Hani El-Teir 400 Meter Freistil: 44. Platz - Mahmoud El-Wany 200 Meter Freistil: 46. Platz - Haitham Hassan 100 Meter Rücken: 44. Platz 100 Meter Schmetterling: 53. Platz 200 Meter Lagen: 51. Platz - Ahmed Hussain 200 Meter Rücken: 36. Platz - Tamer Zinhom 50 Meter Freistil: 46. Platz 100 Meter Freistil: 44. Platz | Frauen - Rania El-Wani 50 Meter Freistil: 15. Platz 100 Meter Freistil: 11. Platz 200 Meter Freistil: 21. Platz |

### Synchronschwimmen
Frauen
- Heba Abdel Gawad & Sara Abdel Gawad
Duett: 20. Platz

### Taekwondo
| Männer - Talaat Abada Fliegengewicht: 7. Platz - Yahia Rashwan Schwergewicht: 11. Platz | Frauen - Shimaa Afifi Federgewicht: 10. Platz |

### Tischtennis
| Männer - Ashraf Helmy Einzel: Gruppenphase Doppel: Qualifikationsrunde - El-Sayed Lashin Einzel: Gruppenphase Doppel: Qualifikationsrunde | Frauen - Shaimaa Abdul-Aziz Einzel: Gruppenphase - Shahira El-Alfy Einzel: Gruppenphase Doppel: Gruppenphase - Bacinte Osman Doppel: Gruppenphase |

### Turnen
Männer
- Raouf Abdelraouf
Einzelmehrkampf: 80. Platz in der Qualifikation
Pferd: 34. Platz in der Qualifikation
Barren: 78. Platz in der Qualifikation
Ringe: 63. Platz in der Qualifikation
Seitpferd:76. Platz in der Qualifikation

### Volleyball
Männer
- 11. Platz

- Kader
Mahmoud Abdel Aziz
Ashraf Abou El-Hassan
Eslam Awad
Mohamed El-Husseini
Hamdy El-Safy
Ibrahim Fathy
Sayed Khalil
Ussama Komsan
Hany Mouselhy
Mohamed Mouselhy
Ibrahim Rashwan
Nehad Shehata